# Метаураніти
Метаураніти (рос. метаураниты, англ. metauranites, нім. Metauranite m pl) – група мінералів уранофосфатів і ураноарсенатів, які містять 8Н2О на формульну одиницю.